# إيلين ديتز
إيلين ديتز (بالإنجليزية: Eileen Dietz)‏ هي ممثلة أمريكية، ولدت في 11 يناير 1945 في الولايات المتحدة.

## أعمال

### أفلام
- (1973) طارد الأرواح الشريرة
- (2005) قسطنطين[3]

### مسلسلات
- أيام سعيدة

## وصلات خارجية
- إيلين ديتز على موقع IMDb (الإنجليزية)
- إيلين ديتز على موقع ألو سيني (الفرنسية)
- إيلين ديتز على موقع أول موفي (الإنجليزية)
- إيلين ديتز على موقع قاعدة بيانات الفيلم (الإنجليزية)
- إيلين ديتز على موقع كينوبويسك (الروسية)